# John S. Savage
John Simpson Savage (* 30. Oktober 1841 im Clermont County, Ohio; † 24. November 1884 in Wilmington, Ohio) war ein US-amerikanischer Politiker. Zwischen 1875 und 1877 vertrat er den Bundesstaat Ohio im US-Repräsentantenhaus.

## Werdegang
John Savage besuchte die öffentlichen Schulen seiner Heimat und arbeitete danach selbst fünf Jahre lang als Lehrer. Außerdem war er als Farmer tätig. Nach einem Jurastudium und seiner 1865 erfolgten Zulassung als Rechtsanwalt begann er in Wilmington in diesem Beruf zu praktizieren. Gleichzeitig schlug er als Mitglied der Demokratischen Partei eine politische Laufbahn ein.
Bei den Kongresswahlen des Jahres 1874 wurde Savage im dritten Wahlbezirk von Ohio in das US-Repräsentantenhaus in Washington, D.C. gewählt, wo er am 4. März 1875 die Nachfolge des ihm zuvor unterlegenen Republikaners John Quincy Smith antrat. Da er im Jahr 1876 nicht bestätigt wurde, konnte er bis zum 3. März 1877 nur eine Legislaturperiode im Kongress absolvieren. Nach seiner Zeit im US-Repräsentantenhaus arbeitete John Savage wieder als Anwalt. Er starb am 24. November 1884 in Wilmington, wo er auch beigesetzt wurde. Seit dem 31. Dezember 1868 war er mit Lydia Ayers verheiratet, mit der er vier Kinder hatte.